# Franz von Hennin

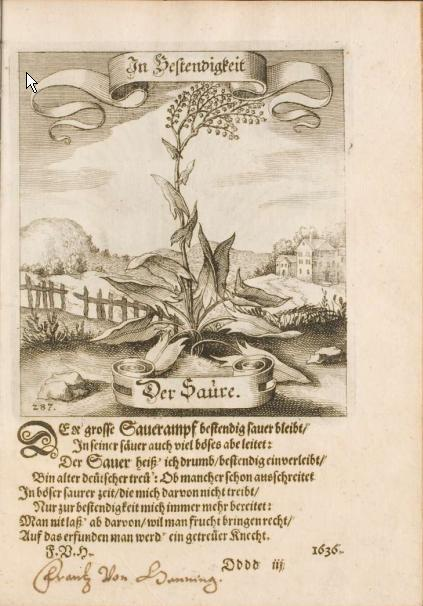
Widmungsbild der Fruchtbringenden Gesellschaft für Franz von Hennin

Franz von Hennin (* 1601 im Bistum Metz; † ? bei Olmütz) war Söldner und Offizier im Dreißigjährigen Krieg.

## Leben
Hennin ist der Sohn des herzoglich lothringischen Gouverneurs von St. Avold, Homburg und Pfalzburg Ètienne (gen. Steff) de Navier und dessen Ehefrau Claudine Thiriet.
Hennin diente in den Jahren 1617 bis 1618 im 2. königlichen Leibregiment Frankreichs; anschließend ging er für einige Zeit als Söldner nach Böhmen.
Er kämpfte auch im Heer des Erzherzogs Leopold von Österreich und auch für Spanien in den Niederlanden.
1624 trat er in die Dienste Herzogs Franz Albrecht von Sachsen-Lauenburg und kämpfte für ihn in Ungarn. In Pommern erreichte Hennin den Rang eines Rittmeisters. Unter Hans Georg von Arnim-Boitzenburg diente er in Preußen. Eine Krankheit hinderte Hennin daran, 1629 am Mantuanischen Erbfolgekrieg teilzunehmen.
Im Frühjahr 1632 sandte Herzog Franz Albrecht in politischer Mission Hennin nach Donauwörth zu König Gustav Adolf von Schweden. Weil der Herzog mit Wallenstein in Verbindung stand, wurde 1634 auch Hennin verhaftet und in Wien eingesperrt. Als im Dezember 1635 Herzog Franz Albrecht aus der Haft entlassen wurde, müsste auch Hennin freigekommen sein.
Auf seiner großen norddeutschen Reise nahm Fürst Ludwig I. von Anhalt-Köthen 1636 Hennin in die Fruchtbringende Gesellschaft auf. Er verlieh ihm den Gesellschaftsnamen der Saure und das Motto in Beständigkeit. Als Emblem wurde ihm der große Sauerampfer (Rumex acetosa L.) zugedacht. Im Köthener Gesellschaftsbuch findet sich der Eintrag zu Hennin unter der Nr. 287. Dort ist auch das Reimgesetz vermerkt, das Hennin anlässlich seiner Aufnahme verfertigt hatte:
Der große Sauerampff bestendig immer bleibet,
Jn seiner Säuer auch viel böses von sich treibet.
Der Sauer heiß' ich auch drumb in bestendigkeit,
Weil Jch bestendig bleib' in aller sauren Zeit,
Vnd solt eß noch so saur hergehn in diesem leben,
So will der trew Jch doch bestendiglich nachstreben,
Vnd laßen nimmer ab, wo man frucht bringet recht,
Ob man mich achtet schon für einen sauren knecht.
Franz von Hennin trat wieder in kaiserliche Dienste und kämpfte 1643 als Obrist in Böhmen. Den Höhepunkt seiner Laufbahn erreichte Hennin mit der Beförderung zum kaiserlichen Generallieutenant. Im Alter von ungefähr 44 Jahren fiel  Franz von Hennin in einem Gefecht bei Olmütz.